# Poll de San José
El poll de San José (Quadraspidiotus perniciosus) és una espècie d'hemípter esternorrinc de la família diaspídids, paràsit de moltes plantes. El seu nom deriva de la localitat californiana de San José.

## Etimologia
- Quadraspidiotus: mot compost pels mots llatins quadrus (quatre)[2] i aspidiotus, que prové del grec ἀσπιδιωτη (aspidiōtēs, que porta un escut).[3] En referència a l'escut que recobreix el seu cos.
- perniciosus: del mot llatí perniciosus (ruïna, desgràcia). Per ser una espècie que arriba a ser plaga molt sovint.[4]

## Distribució
Aquest insecte té una distribució holàrtica originalment. El seu origen a Sibèria, nord-est de la Xina i Corea del Nord, però s'ha estès per tots els continents excepte l'Antàrtida, arribant a tenir una distribució cosmopolita. Es troba més sovint en climes càlids, sobretot en climes temperats i subtropicals.

## Història
L'any 1870 John Henry Comstock va descobrir aquest insecte a la Vall de San José (Califòrnia) a la propietat de James Lick, probablement va ser introduït per importació d'arbres de la Xina. L'any 1881 va anomenar l'espècie. Cap a 1895 ja es trobava aquesta plaga als vivers dels estats de l'est dels Estats Units. El 1901 Charles Lester Marlatt va fer investigacions a la Xina, el Japó i Java, concloent que l'espècie era nativa de la Xina i que la infestació original a San José va ser deguda a unes plantes infestades que el senyor Lick va introduir des d'allà. Més endavant Marlatt va introduir una marieta per fer control biològic contra el poll de San José. Al principi es va comentar la possibilitat que havia sigut introduït des de Xile, però en aquella època es va poder esbrinar que la plaga estava present a Xile en uns arbres procedents dels Estats Units. A la fi del segle passat la plaga ja s'havia estés per tota Amèrica del Nord. Posteriorment la plaga ha sigut identificada en tots els continents.
La seua aparició a Europa va tindre lloc durant els anys 30, i a l'Estat espanyol va aparéixer en 1933 per la zona fructífera del Llobregrat, i està àmpliament estesa per tot el litoral mediterrani.

## Descripció
Aquesta espècie presenta un acusat dimorfisme sexual. Les femelles tenen dos estats nimfals previs a l'adult, la principal diferència entre els quals, és la major grandària de l'escut en el segon estadi. A més, són sempre àpteres, tanmateix durant els primers estadis són mòbils, després es fixen i durant l'estat nimfal està recoberta d'un escut grisenc amb anells d'un gris més clar, els quals marquen els diferents períodes de creixement. És un escut centrat i sense vel ventral. En alçar el mateix, s'observa el cos groguenc de l'insecte. Al final del desenvolupament poden aconseguir una grandària de 1,8-2 mm de diàmetre.
Els mascles han de passar per quatre estats nimfals previs a l'adult alat. Durant l'estat nimfal estan protegits per un escut grisenc amb anells d'un gris més clar, els quals marquen els diferents períodes de creixement. És un escut allargat i sense vel ventral. En alçar el mateix, s'observa el cos groguenc de l'insecte. Els mascles adults són alats, mesuren 1 mm, de color groc ataronjat, posseeixen una banda transversal fosca al tòrax i ales blanquinoses.
Pel que fa a la descripció de les formes immadures tenim les següents:
1. Un primer estadi caracteritzat perquè la nimfa jove és mòbil, cos ovalat de 0,2-0,3 mm, de color groc i dotada amb tres parells de potes i un d'antenes. Una vegada fixada al vegetal, es recobreixen per uns filaments blancs amb els quals inicien la formació del seu escut protector “escut blanc”, que es torna posteriorment gris i després negre, “escut negre”. Aquests tres estadis serien el primer estat nimfal que finalitza amb la muda.
2. A partir de la primera muda cal distingir entre l'evolució i fases de les femelles i els mascles immadurs. Així la femella té dos estats nimfals, abans de passar a femella adulta, conservant el mateix aspecte i augmentant lleugerament de grandària després de cada muda. A l'interior dels escuts es produeixen certes transformacions, com ara la pèrdua d'antenes i potes. A partir del segon estadi comença la diferenciació sexual, mentres l'escut de les femelles manté la seua forma circular, el dels mascles va adquirint una forma el·líptica, formant-se en el seu interior les antenes, potes i ales.

## Biologia
Aquest homòpter és molt polífag i està citat en més de 200 espècies vegetals, principalment arbres i arbusts caducifolis de la família de les rosàcies, com ara perera, pomera, presseguer, prunera, cirerer, albercoquer, ametlles, codonyer, roser, etc., no causa danys en cítrics ni olivera. El llindar de desenvolupament és de 7-10,5° C, segons la zona geogràfica.

### Cicle biològic
L'hivern el passa en el tronc i branques, arribant a sobreviure a temperatures tan baixes com -42° C. A principis de la primavera, amb la brotada, reinicia el desenvolupament i els primers mascles i femelles adultes apareixen a l'abril aproximadament. En climes freds només presenta una generació, però en els càlids sol tindre 3-4 generacions anuals:
1. La primera generació de larves mòbils se sol iniciar en la segona meitat del mes de maig estenent-se durant tot el mes de juny. Les nimfes es desenvolupen a l'interior de les femelles fecundades, que són vivípares. En condicions favorables poden arribar a parir 400 nimfes per femella (8-10 nimfes/dia) durant el període de posta la durada del qual és al voltant d'un mes i mig. En nàixer es desplacen generalment cap a les parts altes de l'arbre. Aquestes són mòbils durant 2-3 dies, i quan troben el lloc apropiat per a fixar-se s'immobilitzen definitivament, començant a alimentar-se. A partir d'aquest moment, es desplacen a les zones més altes d'arbre (fototropisme positiu) fins a trobar una zona apropiada, fixar-se per a extraure els sucs del vegetal, i es quan s'inicia la formació de l'escut. Així, les diferents generacions van colonitzant les noves rames i els fruits, localitzant-se l'insecte principalment en zones altes o il·luminades.
2. La segona generació d'estats mòbils té lloc durant la segona meitat de juliol i agost.
3. La tercera generació durant setembre/octubre. Les larves de l'última generació són les que després de fixar-se, desenvolupen l'escut i en la fase d'escut negre passen l'hivern, encara que poden trobar-se alguns individus en el segon estat nimfal i fins i tot algunes femelles adultes.

En qualsevol cas el període reproductiu de cada generació és ampli, per la qual cosa les generacions estan bastant superposades. I es pot avançar o retardar segons les condicions ambientals.
Les nimfes hibernen en el 1r estadi com a “escut negre” en estat de diapausa. Així doncs si es realitza un comptatge de formes en ple hivern, la més freqüent serà la d'escut negre, no obstant això en climes càlids d'hiverns suaus com el nostre se'n poden trobar, en proporció variable femelles no fecundades, alguna adulta i altres velles, encara vives. Amb l'increment de temperatures del final de l'hivern passen ràpidament per dues mudes, tal com s'ha indicat en l'apartat anterior i es transformaren en mascles i femelles adults. El mascle adult abandona l'escut protector i cerca les femelles per a fecundar-les, en aquest període que ve a ser al març en el cas del País Valencià, si no hi ha prou temperatura a penes vola i el desplaçament es realitza sobre les branques de l'arbre.

## Símptomes i danys
Els símptomes més comuns es presenten sobre branques, brots i fruits quan les poblacions són molt altes. Aquests consisteixen en la presència dels escuts de les cotxinilles, que poden arribar a formar crostes per sobreposició. En els fruits, la cotxinilla té preferència per situar-se en la fossa calicina o peduncular. En el punt de fixació i voltants apareix quasi sempre una aurèola rogenca provocada quan clava el seu estilet per a succionar al mateix temps que injecta una substància tòxica.
Els danys, en principi, són proporcionals al nombre de cotxinilles. Les aurèoles i la presència d'escuts són el principal dany al fruit. Si els fruits estan afectats queden depreciats totalment per a la comercialització. En les parts llenyoses, branques, fulles i fruits, queden coberts per colònies d'escuts, la qual cosa provoca un afebliment de les zones afectades que pot finalitzar amb l'assecat d'aquestes, amb la disminució del vigor i, en conseqüència, el potencial productiu per succió de saba i obstrucció d'estomes, especialment en arbres joves. A més, la zona afectada per picades tòxiques es panseix. Aquesta espècie no segrega mel de melada.

## Mesures agronòmiques

### Mostreig i llindar d'intervenció
El període crític es dona a partir de maig. Per tal fer un seguiment i poder extraure una estimació del risc per al cultiu existeixen diversos mètodes per a seguir el cicle biològic de C. perniciosa:
- Monitoratge del vol dels mascles mitjançant l'ús de paranys cromotròpics grocs impregnats amb la feromona sexual de la femella o paranys adhesius. El llindar es supera per damunt de 3 captures per parany per setmana. Es realitza des de la primavera.
- Control visual per a avaluar la presència d'escuts. Els millors moments per a realitzar-los són durant la collita, sobre 1.000 fruits, i en el període de poda, revisant la fusta de poda de 50 arbres. Aquest mètode és el més efectiu.
- A l'hivern la simple presència d'un escut negre ja és prou per a justificar el tractament.
- Es pot fer un tractament en vegetació sempre que almenys el 2% dels arbres estiguen infestats.

Atés que el nivell de tolerància és zero, el llindar d'intervenció és de presència en els comptatges que es realitzen en collita, en poda i des que les fases hivernants s'activen. Hi ha mesures alternatives al control químic per a minimitzar l'ús dels fitosanitaris, per això cal considerar les mesures de prevenció culturals i biològiques que tenen un impacte mediambiental molt menor i són més econòmiques.
Es pot saber l'eixida de les fases mòbils mitjançant cinta engomada, una simple cinta aïllant blanca amb cola es pot col·locar a prop i per damunt d'un focus on existisquen femelles, això permet capturar les fases mòbils que es desplacen abans de fixar-se.
Es pot també seguir un model de predicció fenològica mitjançant la suma d'integrals tèrmiques, que permetrà saber amb un xicotet marge d'error els diferents estats de l'insecte al llarg de la campanya i, per tant, els moments idonis de tractament. Hi ha diversos models proposats per diferents autors dels quals el de Rice sembla que s'ajusta prou bé a les condicions climàtiques del termomediterrani. En aquest model s'estableix una temperatura llindar 10,6° C, amb una acumulació de 225° C per al naixement de larves i 583,5° C per a una generació completa. Aquests paràmetres han sigut comprovats en diferents parcel·les i ha resultat ser el que amb un menor marge d'error al País Valencià ens permet el càlcul de la primera emergència de larves i determinar quan es produeix el segon vol de mascles. Cal acompanyar les prediccions amb observacions sobre fusta dels estadis de l'insecte per a contrastar les mateixes i corregir possibles desviacions.
El control de la fruita durant la recol·lecció és el millor indicador de les zones de la parcel·la amb possibles infestacions de l'insecte, així com per a valorar la seua importància de cara a intensificar els tractaments o per a l'elecció del producte adequat en els tractaments de la campanya posterior. En collita s'observarà un mínim de 500 fruits per parcel·la, es marcaran els possibles focus, inclús plantejar-se ja una aplicació exclusivament a aquests zones o arbres assenyalats només si l'atac és elevat amb l'objecte de minvar la població, si bé això acabaria amb molta fauna auxiliar en eixa època per aquesta raó només s'hauria actuar així en un cas extrem. El que sí que serveix en qualsevol cas és per a plantejar l'estratègia de la campanya vinent.

### Mètodes de control

#### Control cultural
Resulta bàsic l'ús de plançons totalment exempts de la plaga en realitzar una nova plantació. La capacitat de disseminació d'aquesta caparreta per si mateixa és molt reduïda, sent l'humà el principal agent en introduir material vegetal infestat.
El poll de San José tendeix a buscar la llum, situant-se en les parts més altes de l'arbre, zona on els tractaments no arriben de manera molt precisa. Per aquest motiu és necessari tallar aquestes branques atacades, desfent-se de les restes de poda.

#### Control biològic
Aquest coccoïdeu té diversos enemics naturals entre parasitoides, depredadors i fongs entomopatògens. Malgrat tots els esforços realitzats principalment a Europa i els EUA per a establir un control biològic adequat, no s'ha trobat cap paràsit específic de vertadera importància. Moltes investigacions s'han basat en l'endoparasitoide Encarsia perniciosi del qual cal reconèixer que el seu grau de control és molt poc eficaç. D'altres s'han centrat en els ectoparasitoides del gènere Aphytis, especialment s'ha observat que en els nostres territoris actua Aphytis melinus i Aphytis proclia. Per un bon control cal conjugar l'acció combinada d'un endoparasitoide amb un bon ectoparasitoide. Pel que fa als depredadors, els més rellevants són el coleòpter Chilocorus bipustulatus, de manera menys pronunciada per Lindorus lophanthae, i l'àcar Hemisarcoptes malus, i a vegades secundàriament per Cheletogenes ornatus. Malauradament l'acció de la fauna auxiliar no és prou per mantindre el nivell poblacional per baix de llindar econòmic de danys.
Generalment, després de travessar el llindar d'intervenció s'inicia el mètode de captura massiva. La idea és capturar el major nombre possible de mascles adults per a reduir els aparellaments i amb això la següent generació.
Els fongs entomopatògens estudiats per al control biològic d'aquest hemípter són Beauveria bassiana i Lecanicillium lecanii, amb uns resultats d'infecció del 77,25% de mortalitat (UFC 1 × 108 /g.). Són capaços d'infectar mascles adults i les nimfes instal·lades a l'escorça de la pomera. S'ha observat que la majoria dels fongs entomopatògens s'usen d'una manera més apropiada quan no és necessari erradicar totalment una plaga, però en canvi, les poblacions d'insectes es poden mantindre per sota del llindar econòmic de danys, amb alguns danys al cultiu assumibles. Per tant, es poden utilitzar fongs entomopatògens contra el poll de San José conjuntament amb altres mètodes convencionals i culturals en CIP.
| Agent de control     | Principals                                             | Secundaris                                                       |
| -------------------- | ------------------------------------------------------ | ---------------------------------------------------------------- |
| Parasitoides         | Encarsia perniciosi, Aphytis melinus i Aphytis proclia | -                                                                |
| Depredador           | Chilocorus bipustulatus, Hemisarcoptes malus           | Lindorus lophanthae, Cheletogenes ornatus, Forficula auricularia |
| Fongs entomopatògens | Beauveria bassiana, Lecanicillium lecanii              | Metarhizium anisopliae                                           |

Malgrat que el poll de San José no és un bon objectiu de control biològic a causa que el seu llindar de tolerància és de presència, val la pena potenciar, o com a mínim respectar, l'acció dels seus parasitoides tenint-ne en compte la seua presència a l'hora de decidir els moments de tractament i els productes a utilitzar.

#### Control químic
El control es basa en iniciar el període vegetatiu amb un baix nivell poblacional d'aquest diaspídid, per la qual cosa en cas de superar-se el llindar en els controls efectuats, hauran de fer-se tractaments entre el període de repòs hivernal i la prefloració. El millor moment de control de l'insecte és el període de repòs hivernal, ja que encara que s'actua sobre una fase poc sensible de l'insecte, com és l'“escut negre”, permet utilitzar productes que per la seua fitotoxicitat no es podrien usar en plena vegetació, com són els olis d'hivern. D'altra banda aquests tractaments afecten poc la fauna auxiliar, escassa en eixa època. El tractament hivernal en repòs o a l'inici de la vegetació, permet partir en la campanya de poblacions baixes de l'insecte, sent en gran part de les parcel·les tractades en eixe moment prou per a tindre un bon control. Les poblacions poden ser controlades per organofosfats (s'estan retirant del mercat per tindre un efecte d'acció massa ample), reguladors del creixement d'insectes o per olis minerals.

##### Tractament en protecció integrada
A l'hivern, depenent de la classe de producte i època podem realitzar un dels següents tractaments.
- Hivern: oli d'hivern + insecticida + compost de coure (fungicida). Han de transcórrer 30 dies des de l'aplicació d'olis i la de sofres o polisulfurs. Polisulfur de bari 35-36º Bé al 8%. Baixa toxicitat. No es mesclen amb altres productes i és corrosiu per a metalls.
- Estiu: oli d'estiu + insecticida + compost de coure.

En vegetació es realitzaran els tractaments sempre en funció de l'eixida de les fases mòbils (maig-juny, juliol-agost, i setembre), amb els productes insecticides autoritzats per al cultiu. Es procurarà mullar bé l'arbre sobretot les parts altes. Atenció als terminis de seguretat per la proximitat de la collites.

##### Tractament en agricultura ecològica
A l'hivern es pot triar entre aquestes alternatives:
- Oli d'hivern del 83% al 2,5% + compostos de coure. Han de transcórrer 30 dies des de l'aplicació amb olis i la de sofres o polisulfurs.

- Caldo sulfocàlcic a 6 l/hl. Baixa toxicitat. No s'han de mesclar amb altres productes. És corrosiu de metalls.

A l'estiu es pot aplicar oli d'estiu al 2,5% + compostos de coure.
En vegetació es realitzaran els tractaments sempre en funció de l'eixida de fases mòbils (maig-juny, juliol-agost, i setembre), amb productes dessecants, sabó potàssic, etc. o amb olis d'estiu. Es procurarà mullar bé l'arbre sobretot en les parts altes.
Les intervencions sobre les fases mòbils s'han de fer preferentment sobre la primera generació, quan encara no han colonitzat el fruit. Com l'eixida de larves dura diversos dies dins de cada generació, és convenient fer dues aplicacions, la primera en nàixer les primeres larves i una altra als 10-15 dies. Cal tindre molt present la incidència d'altres poblacions d'insectes (possibles plagues i fauna auxiliar) i sempre tindre present el termini de seguretat.
Per a un atac lleuger sol ser suficient polvoritzar amb caldo sulfocàlcic o un oli (sol o barrejat amb un fosforat), repetint als 15 dies si cal. En fruiters, després de la poda, és comú realitzar un tractament d'hivern per a controlar o reduir atacs posteriors de plagues i malalties a base de caldo sulfocàlcic que és eficaç contra poll de San José i més encara contra l'oïdi. Als 30 dies com a mínim i abans de la floració.
Les matèries actives són: piriproxifè (excepte en albercoquer i ametler), fenoxicarb (permés en tots els fruiters d'os i llavor), metil clorpirifós (només en bresquilla i fruiters de llavor), clorpirifós (només en bresquilla). Aquest tractament és eficaç contra aranya roja, pugons, anarsies, garrofats i poll de San José.

### Mesures postcollita
Mantindre les pomes infestades durant 10 hores a 46º C matarà tots els estadis d'aquest insecte sense danyar la fruita.